# Лоренсвілл (Вірджинія)
Лоренсвілл (англ. Lawrenceville) — місто (англ. town) в США, в окрузі Брансвік штату Вірджинія. Населення — 1014 особи (2020).

## Географія
Лоренсвілл розташований за координатами 36°45′23″ пн. ш. 77°51′14″ зх. д. / 36.75639° пн. ш. 77.85389° зх. д. (36.756501, -77.853874).  За даними Бюро перепису населення США в 2010 році місто мало площу 2,98 км², уся площа — суходіл.

## Демографія
Згідно з переписом 2010 року, у місті мешкало 1438 осіб у 467 домогосподарствах у складі 265 родин. Густота населення становила 482 особи/км².  Було 538 помешкань (180/км²).
Расовий склад населення:
| - 76,9 % — чорних або афроамериканців - 19,7 % — білих - 0,6 % — азіатів - 0,3 % — вихідців з тихоокеанських островів - 0,2 % — корінних американців |

До двох чи більше рас належало 1,7 %. Частка іспаномовних становила 1,8 % від усіх жителів.
За віковим діапазоном населення розподілялося таким чином: 21,8 % — особи молодші 18 років, 67,6 % — особи у віці 18—64 років, 10,6 % — особи у віці 65 років та старші. Медіана віку мешканця становила 24,0 року. На 100 осіб жіночої статі у місті припадало 95,4 чоловіків;  на 100 жінок у віці від 18 років та старших — 93,1 чоловіків також старших 18 років.
Середній дохід на одне домашнє господарство  становив 38 930 доларів США (медіана — 28 750), а середній дохід на одну сім'ю — 45 864 долари (медіана — 34 271). Медіана доходів становила 27 266 доларів для чоловіків та 34 792 долари для жінок. За межею бідності перебувало 39,8 % осіб, у тому числі 51,2 % дітей у віці до 18 років та 30,1 % осіб у віці 65 років та старших.
Цивільне працевлаштоване населення становило 469 осіб. Основні галузі зайнятості: освіта, охорона здоров'я та соціальна допомога — 32,8 %, публічна адміністрація — 16,6 %, роздрібна торгівля — 16,0 %.